# Каменка (приток Миуса)
Ка́менка — река в Ростовской области России, левый приток Миуса. Длина 36,5 км. Общее падение 129 м, уклон 3,53 м/км. Крупнейший приток — балка Макарова (правый, 10,2 км). Крупнейший населённый пункт — село Ряженое (2242 человек). На реке сооружены пруды. Крупнейший — ниже села Каменно-Адрианова (47°30′05″ с. ш. 38°57′38″ в. д.; длина 1,8 км, ширина 654 м).

## Название
Название реки происходит от слова «камень». От названия реки произошла первая часть названия села Каменно-Андрианово.

## Течение
Каменка берёт начало в 4 км к северо-востоку от села Марьевка. Первую половину своего течения течёт на юго-запад. Чуть к северу от села Политотдельского принимает справа свой крупнейший приток — Макарову балку. У Каменно-Адрианова поворачивает на запад. Ниже Каменно-Адрианова на реке сооружён крупный пруд. Близ устья реку пересекают автодорога Самбек — Матвеев Курган и железная дорога Таганрог—Авило-Успенка. Впадает в реку Миус с левой стороны, в 52,8 км от её устья, у восточной окраины села Ряженого.
Река полностью протекает по территории Матвеево-Курганского района Ростовской области.

## Бассейн
- Каменка
  - б. Макарова — (п)
  - б. Красная — (л)
  - б. Туркова — (л)

## Населённые пункты
На Каменке расположены 4 населённых пункта:
- с. Марьевка
- с. Политотдельское
- с. Каменно-Андрианово
- с. Ряженое

Кроме того, на территории расположены следующие населённые пункты:
- с. Новоандриановка
- с. Рясное (частично)
- х. Денисовка (частично)

## Топографические карты
- Лист карты L-37-19 Большекрепинская. Масштаб: 1 : 100 000. Состояние местности на 1982 год. Издание 1983 г.
- Лист карты L-37-18 Матвеев  Курган. Масштаб: 1 : 100 000. Состояние местности на 1983 год. Издание 1999 г.